# ماجد بن ناصر العمري
ماجد بن ناصر العمري هو رجل أعمال، وكاتب سعودي من مواليد بريدة. الرئيس التنفيذي لمجموعة ماجد بن ناصر العُمري للاستثمار والتنمية في السعودية. كان رئيس لجنة شباب الأعمال في الغرفة التجارية الصناعية في منطقة القصيم، ورئيس اللجنة الاقتصادية في المجلس البلدي في منطقة القصيم. من مؤلفاته: «140 تغريدة في السعادة والنجاح» و«مئة شمعة لا تنطفئ»، و«بائع الشحن»، و«الغني: مقالات في التنمية والنجاح».

## كتب
| الاسم                            | دار النشر                                  | تاريخ النشر | عدد الصفحات | ردمك ISBN            | المصدر |
| -------------------------------- | ------------------------------------------ | ----------- | ----------- | -------------------- | ------ |
| مئة شمعة لا تنطفئ                | شركة الإبداع الفكري للنشر والتوزيع، الكويت | 2008        | 100         |                      | [ 6 ]  |
| بائع الشجن... مقالات وأشياء اخرى | المؤسسة العربية للدراسات والنشر            | 2009        | 148         | (ردمك 9786030016877) | [ 7 ]  |
| صفوة الشعر - مختارات             | المؤسسة العربية للدراسات والنشر            | 2010        | 142         | (ردمك 9786030060870) | [ 8 ]  |
| 140 تغريدة في السعادة والنجاح    | الدار العربية للعلوم ناشرون                | 2014        | 285         | (ردمك 9786140111738) | [ 9 ]  |
| الغني: مقالات في التنمية والنجاح | الدار العربية للعلوم ناشرون                | 2018        | 197         | (ردمك 9786140111448) | [ 10 ] |